# Episodi de L'uomo delle castagne
La serie televisiva danese L'uomo delle castagne, composta da 6 episodi, è stata pubblicata sulla piattaforma online Netflix il 29 settembre 2021.
| nº | Titolo originale | Titolo italiano | Pubblicazione     |
| -- | ---------------- | --------------- | ----------------- |
| 1  | Episode 1        | Episodio 1      | 29 settembre 2021 |
| 2  | Episode 2        | Episodio 2      | 29 settembre 2021 |
| 3  | Episode 3        | Episodio 3      | 29 settembre 2021 |
| 4  | Episode 4        | Episodio 4      | 29 settembre 2021 |
| 5  | Episode 5        | Episodio 5      | 29 settembre 2021 |
| 6  | Episode 6        | Episodio 6      | 29 settembre 2021 |

## Episodio 1
- Titolo originale: Episode 1
- Scritto da: Dorte Warnøe Høgh, David Sanderuter, Søren Sveistrup, Christoffer Örnfelt, Elsebeth Nielsen
- Diretto da: Kasper Barfoed

### Trama
Nel 1987, l'agente di polizia Marius Larsen perquisisce la residenza della famiglia Ørum, dove scopre che sono stati quasi tutti uccisi, tranne i due piccoli bambini in affido, un maschio e una femmina. Mentre ispeziona uno scantinato dove trova innumerevoli statuette fatte con le castagne, Larsen viene sorpreso e ucciso da un aggressore misterioso.
Nell'odierna Copenaghen, l'investigatrice Naia Thulin e l'investigatore dell'Europol Mark Hess indagano sull'omicidio di Laura Kjær, che lavorava presso uno studio dentistico, la quale è stata drogata, rapita e uccisa in un parco giochi, e le è stata amputata la mano sinistra; sulla scena del delitto viene inoltre trovata una piccola statua di castagne. Il giovane figlio della vittima, Magnus, si è salvato perché ha dormito nella mansarda, e quando ha trovato la casa deserta è andato da una vicina.
Il ministro degli affari sociali, Rosa Hartung, torna al lavoro dopo essere stata in congedo per un anno in seguito alla sparizione della figlia Kristine. Il capo di Thulin, Nylander, vuole che lei e Hess trovino le prove per l'omicidio contro il nuovo compagno di Kjær (rimasta vedova del marito, morto di cancro qualche anno prima), Hans Henrik Hauge, un consulente informatico che lavora a Roskilde; quest'ultimo viene a sapere che, prima di morire, la compagna aveva cambiato le serrature della casa.
Dopo aver fatto analizzare l'uomo di castagne, Thulin e Hess scoprono che la statuetta presenta le impronte digitali di Kristine.

## Episodio 2
- Titolo originale: Episode 2
- Scritto da: Dorte Warnøe Høgh, David Sanderuter, Søren Sveistrup, Christoffer Örnfelt
- Diretto da: Kasper Barfoed

### Trama
Hess decide di riaprire lui stesso il caso Kristine Hartung. Alla fine convince anche Thulin e Genz. Rosa Hartung parla con il membro dell'opposizione Gert Bukke della cooperazione in materia di politiche per la cura dei bambini. Conduce anche un'intervista per presentare le nuove politiche, convincendo infine Bukke. Thulin interroga il presunto assassino di Kristine, Linus Bekker, che ricorda con successo l'omicidio ma non è in grado di ricordare dove sia nascosto il corpo. La polizia arresta Erik Sejer-Lassen dopo che un messaggio anonimo inviato al telefono di Laura Kjær gli è tornato in mente. Sua moglie, Anne, viene aggredita dall'assassino e inseguita nel bosco poco prima dell'arrivo della polizia. Viene trovata morta, con entrambe le mani mozzate. Hartung affronta una nuova minaccia quando la sua auto ministeriale viene verniciata a spruzzo e alla fine accetta di avere guardie del corpo. Un riluttante Nylander informa gli Hartung delle impronte digitali di Kristine, ma rivela che non ci sono prove che suggeriscano che sia viva. Hess e Thulin rivisitano la casa di Kjær e Hess scopre misteriosi disegni lasciati da Magnus. Si avventura ulteriormente nel seminterrato, dove viene attaccato da un aggressore sconosciuto e rinchiuso. L'aggressore si rivela essere Hans Henrik Hauge, che Thulin tenta di arrestare e gli fa liberare Hess. Tuttavia, Hauge riesce a scappare.

## Episodio 3
- Titolo originale: Episode 3
- Scritto da: Dorte Warnøe Høgh, David Sanderuter, Søren Sveistrup, Christoffer Örnfelt
- Diretto da: Kasper Barfoed

### Trama
Thulin e Hess si riprendono dall'attacco di Hauge e la polizia esamina il suo computer, dove scoprono filmati di lui che sfrutta Magnus. Steen Hartung decide di esaminare nuovamente il caso di Kristine nonostante le pesanti proteste di Rosa. Si spinge fino a fare un'intervista in diretta televisiva, esprimendo la speranza che Kristine possa essere ancora viva. Thulin e Hess collegano Erik Sejer-Lassen con prove di abusi sulle sue figlie. Thulin e Hess scoprono che sia Kjær che Sejer-Larsen sono stati segnalati da una persona anonima come cattivi genitori e concludono che chiunque abbia ricevuto tale segnalazione potrebbe essere la prossima vittima. Sospettano che una donna di nome Kvium sarà la prossima vittima e iniziano un'operazione per cogliere l'assassino sul fatto. Catturano invece Nikolaj Møller, un genitore della scuola della figlia di Kvium, con il quale ha una relazione. Møller rivela di essere stato ricattato con filmati sulla relazione, presumibilmente inviati dall'assassino. Mentre Kvium è in custodia protettiva in un rifugio, l'allarme di un'auto distrae l'ultima guardia. Quando Thulin, Hess, Nylander e le restanti unità arrivano al rifugio, Kvium è già morta, impiccata ad un albero, con entrambe le mani e un piede mancanti.

## Episodio 4
- Titolo originale: Episode 4
- Scritto da: Dorte Warnøe Høgh, David Sanderuter, Søren Sveistrup, Christoffer Örnfelt
- Diretto da: Mikkel Serup

### Trama
Hess esamina i vecchi filmati d'archivio della scena dell'omicidio di Kristine Hartung, dove scopre un'altra statuina fatta di castagne. Rosa Hartung cambia la sua posizione su Steen e decide di sostenerlo. Thulin e Hess interrogano di nuovo Linus Bekker dopo che le riprese della scena del delitto lo mostrano presente quando ha affermato che stava scaricando il corpo di Kristine. Le fratture iniziano a manifestarsi nell'alibi di Bekker che rivela di sapere chi è l'assassino ma si rifiuta di dirglielo. Nylander permette loro di interrogare Rosa Hartung e chiedono di esaminare i vecchi casi di trasferimento di bambini con cui ha avuto a che fare durante il suo mandato. Troppo tardi, scoprono che l'autista di Hartung, Jacob Rasouli, e la sua ragazza, Benedikte Skans, hanno rapito Gustav Hartung. Entrambi erano stati trasferiti in famiglie affidatarie, avevano avuto un figlio morto perché era stato portato loro via, perciò avevano agito per vendetta contro Rosa Hartung. Alla fine il loro furgone viene ritrovato, ma entrambi sono già morti, mentre Gustav è vivo. Hess sospetta che Skans non abbia ucciso se stessa e Rasouli in un omicidio suicida. Thulin trova parti del corpo mozzate in un frigorifero appartenente a Rasouli e Skans.

## Episodio 5
- Titolo originale: Episode 5
- Scritto da: Dorte Warnøe Høgh, David Sanderuter, Søren Sveistrup, Christoffer Örnfelt
- Diretto da: Mikkel Serup

### Trama
Nel 1985, una giovane Rosa viene informata dai suoi genitori adottivi che intendono adottare Toke e Astrid Bering, gemelli con cui ha giocato. Al giorno d'oggi, sia Thulin che Hess si preparano a trasferirsi nei rispettivi nuovi lavori. A Hess vengono inviate le foto della scena del crimine dalla residenza di Ørum poiché il suo volo per Bucarest è in ritardo. Quindi si reca a Møn per parlare con l'investigatore capo del caso, John Brink. Gli mostra filmati d'archivio dalla scena del crimine e rivela che i gemelli Bering hanno vissuto lì fino agli omicidi. Hess scopre che si sono trasferiti a Møn dopo aver vissuto in precedenza con la famiglia Petersen, con la figlia Rosa. Hartung viene messa in congedo di tre mesi dal Primo Ministro e in seguito scopre un gruppo di omini fatti di castagne nella sua casa. Riceve un messaggio dall'assassino, che le ordina di incontrarsi per sapere dove si trova sua figlia. Thulin e Genz indagano sui diversi tipi di castagne che sono stati collocati sulle precedenti scene del crimine, deducendo che due erano diversi dal primo. Hess e Brink visitano la sorella di Brink, dove Hess scopre alcune vecchie foto di una riunione di classe, con dentro i gemelli Bering. Con sua sorpresa, deduce che Genz è in realtà Toke Bering.

## Episodio 6
- Titolo originale: Episode 6
- Scritto da: Dorte Warnøe Høgh, David Sanderuter, Søren Sveistrup, Christoffer Örnfelt
- Diretto da: Mikkel Serup

### Trama
Thulin e Genz arrivano in una fattoria abbandonata, dove Thulin scopre prove incriminanti sull'assassino. Genz le rivela che in realtà è lui l'assassino e la sottomette rapidamente prima che possa arrestarlo. Hess chiede a Nylander di ordinare una ricerca sulle proprietà di Genz e trovano castagne nel suo laboratorio. Hartung arriva più tardi quella notte e Genz la invita a fare omini di castagne con Thulin legata. Nonostante i suoi sforzi per chiedere di vedere Kristine, Genz rifiuta e la accoltella alla mano prima di sottomettere anche lei. Hess deduce la posizione di Genz dalle castagne lungo la strada principale. Genz lega Hartung e le taglia una mano, con l'intenzione di fare di più, ma viene interrotto quando arriva Hess. Hess viene successivamente sottomesso da Genz. L'assassino procede quindi a bagnare la casa con la benzina, prima di darle fuoco. Thulin fugge ma viene rapidamente ripresa da Genz. Hess libera Hartung e le medica la mano con del nastro adesivo prima che scappino dalla finestra del seminterrato. Thulin costringe l'auto di Genz a fermarsi mentre Hess arriva sulla strada principale. Quando Genz tenta di travolgere Hess, Thulin fa deviare l'auto di Genz contro un albero, impalandolo su un ramo vicino. La polizia rintraccia la sorella gemella di Genz, Astrid, che risiede in Germania. Insieme alla polizia tedesca, arrestano Astrid come complice e trovano Kristine viva e vegeta.